# Wer zuletzt lacht, lacht am besten
Wer zuletzt lacht, lacht am besten ist eine deutsche Verwechslungskomödie von Harald Reinl, erschienen im Jahr 1971. Die Hauptrollen in dieser Geschichte um ein Hotel, das kurz vor dem Ruin steht, sind mit Roy Black und Uschi Glas besetzt.

## Handlung
Das Kärntner Schlosshotel Seefels im Besitz von Theo Frobenius steht wegen enormer Konkurrenz vor dem Aus. Dadurch ist Frobenius gezwungen, seinen Betrieb an den Konzernchef Mertens zu verkaufen. Frobenius findet heraus, dass Mertens das Hotel heimlich besichtigen will. Um den Preis für das Objekt in die Höhe zu treiben, schmiedet Frobenius den Plan, Mertens sein Hotel als gut florierenden Betrieb zu präsentieren, und unternimmt alles, damit sein Plan aufgeht. Doch anstatt dass Mertens in den Genuss des guten Services des Hotels kommt, wird aufgrund einer Verwechslung dem strengen Studienrat Krüglein das Hotel als Musterbetrieb präsentiert.
In der Zwischenzeit hat sich Mertens Neffe, der Playboy Robby, inkognito als neuer Portier Neuhaus ins Hotel eingeschlichen. Der eigentliche Neuhaus hatte Robby im Zug erzählt, die Stelle nicht antreten zu wollen. Der Kellner Andy berichtet Robby, wie schlecht es um das Hotel steht. Doch anstatt dass Robby Frobenius’ Plan auflöst, spielt er mit, allein schon weil er sich in Frobenius’ Nichte Sabine verliebt hat. Er verhilft dem Hotel zu voller Auslastung, indem er Busse mit Gästen, die eigentlich zu einem Mertens-Hotel fahren sollten, zum Hotel „Seefels“ umleitet.
Sabine reagiert nur zaghaft auf Robbys Annäherungen. Unerwartet taucht Neuhaus’ Frau im Hotel auf, die von ihm ausstehende Alimente haben will. Als sie ihren Mann nicht antrifft und auch der vermeintliche Neuhaus Robby nicht anwesend ist, um den Rollentausch aufzuklären, lässt sie ihr Baby im Hotel zurück – wenn ihr Mann schon nicht für das Mädchen zahle, solle er sich wenigstens um sein Kind kümmern. Als Sabine eines Tages das Baby bei Robby entdeckt, der die Verwechslung nach wie vor nicht aufgedeckt hat, und sich um das Kind kümmert, wendet sie sich von ihm ab, da sie denkt, dass es sein Kind sei. Aus Frust nähert sie sich dem alternden Hotelier Bernd Ander an. Beide verbringen einen Tag auf Anders Schloss. Robby bekommt dies heraus und möchte Sabine zurückerobern. Er schmiedet gemeinsam mit Andy einen Plan, indem er mit einem Sportflieger über das Schloss fliegt und einen Stein mit einer Nachricht in den Schlosshof fallen lässt. Auf diesem steht, dass das Hotel brennen würde, was so aber nicht stimmt, da Andy lediglich ein wenig Rauch am Hotel aufsteigen lässt. Robby möchte einfach nur, dass Sabine beunruhigt durch diese Nachricht das Schloss schnell verlässt, und zum Schlosshotel zurückfährt.
Nachdem das Hotel durch die flüchtenden Gäste, unter denen sich auch Mertens senior befindet, verwüstet wurde, scheint ein gewinnbringender Verkauf des Hotels unmöglich zu sein. Frobenius erhält dennoch einen Brief Mertens’ zu Verkaufsverhandlungen. Als Frobenius mit Sabine in Mertens’ Konzerngebäude erscheint, offenbart der gerade zum Geschäftsführer ernannte Robby Sabine seine wahre Identität. Nachdem er alle bestehenden Missverständnisse aufgeklärt und Sabine glaubhaft versichert hat, dass er die Schulden des Schlosshotels begleichen und dafür sorgen möchte, dass es immer genügend Hotelgäste geben wird, fallen sich beide in die Arme.

## Produktion
Es handelt sich um eine Produktion der Lisa Film GmbH (München), KG Divina-Film GmbH & Co. (München). Gedreht wurde in diversen Städten im österreichischen Bundesland Kärnten sowie am Wörthersee. Als „Schlosshotel Seefels“ diente das Hotel Schloss Seefels unweit von Pörtschach, in dem außerhalb der Urlaubszeit von Oktober bis November 1970 gedreht werden konnte. Bert Anders’ Schloss Anderberg fand man in der Burg Hochosterwitz.
Am 9. und 10. Februar 1971 erfolgte die offizielle Doppelpremiere von Wer zuletzt lacht, lacht am besten in Offenburg (Lifa Filmtheater) und Limburg in Anwesenheit der Schauspieler. Im November 2003 wurde der Film innerhalb der Reihe „Deutsche Kinoklassiker“ auf DVD veröffentlicht.
Roy Black sang im Film die Schlager Unendlich ist die Liebe und Für dich allein (Du kannst nicht alles haben). Peter Weck wird in dem Film von Ernst Stankovski synchronisiert. In nicht erwähnten Gastauftritten sind als kündigender Hotelportier Kabarettist Peter Lodynski und als Freundin Sabines Lodynskis damalige Gattin Mirjam Dreyfuss zu sehen. Eine Szene von Uschi Glas und Roy Black wurde Jahre später als Rückblende in der Folge Zwei Männer um Elke in der Serie Ein Schloß am Wörthersee wiederverwendet.
Die Handlung des Films hat eine kleine Ähnlichkeit mit dem Stück Der Revisor von Nikolai Gogol. Darin will ein Revisor eine Stadt inkognito überprüfen, aber als der Bürgermeister der Stadt einen Mann sieht, von dem er glaubt, er sei der Revisor, versucht er alles Mögliche, um ihn zufriedenzustellen, wie es bei Robby Mertens bzw. Studienrat Krüglein im Film ist.

## Kritiken
Das Lexikon des Internationalen Films bewertete den Film als „äußerst anspruchsloses Lustspiel mit harmloser Schlager-Romantik und viel sinnlosem Klamauk.“.
In der Kritik von Christian Genzel heißt es am Schluss: „Also, wenn man es ganz nüchtern betrachtet, war das Klamauk“, was man „widerspruchslos als Schlußwort stehen lassen“ könne.